# Vier Frauen und ein Mord
Vier Frauen und ein Mord (Originaltitel: Mrs. McGinty’s Dead) ist der 42. Kriminalroman von Agatha Christie. Er erschien zuerst in den USA bei Dodd, Mead and Company im Februar 1952 und im Vereinigten Königreich im Collins Crime Club am 3. März desselben Jahres. The Detective Book Club gab ebenfalls 1952 eine Ausgabe unter dem abweichenden Titel Blood Will Tell heraus. Die deutsche Erstausgabe erschien 1956 im Scherz Verlag (Bern) in der bis heute verwendeten Übersetzung von George S. Martin.
Es ermitteln Hercule Poirot in seinem 24. und Ariadne Oliver in ihrem zweiten Roman.
Die Veröffentlichung dieses Romans stellt den Beginn einer neuen Phase in Christies Beziehung zu ihrem Helden dar. Von nun an tritt er fast nur noch mit Ariadne Oliver auf, einer Figur, die starke autobiographische Züge trägt.

## Erklärung des englischen Romantitels
Der Originaltitel „Mrs. McGinty’s Dead“ stammt aus einem Kindertanz und wird im Laufe der Handlung erklärt.

## Handlung
Superintendent Spence informiert den belgischen Detektiv Hercule Poirot über den Fall von Mrs. McGinty, einer älteren Dame, die angeblich von ihrem Untermieter Bentley wegen 30 Pfund, die sie unter den Dielen versteckt hatte, ermordet wurde. Bald soll Bentley wegen dieses Verbrechens hingerichtet werden. Doch der beteuert seine Unschuld. Poirot übernimmt die Ermittlungen und fährt nach Broadhinny. Dort stellt er fest, dass Mrs. McGinty in mehreren Häusern als Putzfrau gearbeitet hatte, aber niemand will mit ihm sprechen und die meisten halten Bentley für den Mörder.
Er quartiert sich im örtlichen Gasthof ein. Dann bringt ein Brief von Mrs. McGinty, den sie kurz vor ihrem Tod geschrieben hat, alles ins Rollen. Darin schreibt sie von einem Zeitungsbericht, in dem die Geschichten von vier Frauen erzählt wurden, die jeweils direkt in länger zurückliegende Verbrechen verwickelt waren. Mrs. McGinty war eines der Zeitungsfotos sehr bekannt vorgekommen.
Aufgrund des Zeitungsartikels suchen Poirot und Spence nun (vor allem vom Alter her) passende Dorfbewohner. Sie suchen nach Lily Gamboll, die als Kind einen Mord mit einem Fleischermesser begangen hat, oder Eva Kane, die einen Mann anstiftete, seine Frau zu ermorden und im Keller zu vergraben. Eine andere Möglichkeit ist die, dass irgendjemand Evelyn Hope ist, das Kind von Eva Kane.
Poirot entdeckt die Mordwaffe, einen Zuckerhammer, der für jeden zugänglich in seiner Pension an der Wand hängt. Als er versucht, den Mörder aus der Reserve zu locken, wird er fast unter einen Zug gestoßen.
Er entscheidet sich dann, auf einer Party die Bilder aus der Zeitung zu zeigen. Mrs. Upward erklärt, dass sie das Bild von Lily Gamboll schon einmal gesehen hat, kann sich aber nicht erinnern, wo. Bald wird sie ermordet aufgefunden. Sie hatte offenbar mit ihrem Mörder Kaffee getrunken und die Spuren von Lippenstift und der Hauch von Parfum in der Luft lassen vermuten, dass sie von einer Frau ermordet wurde. Drei Personen hatte Mrs. Upward zu sich eingeladen: Eve Carpenter, Deirdre Henderson und Shelagh Rendell. Jeder der drei könnte die Frau aus der Zeitung sein.
Außerdem sagt die Assistentin der örtlichen Postbeamtin, Edna, aus, dass sie jemanden mit blonden Haaren gesehen hat, der in das Haus ging – Henderson ist nicht blond. Für Verwirrung sorgt auch ein Buch in Mrs. Upwards Haus mit Evelyn Hopes Namen darin, woraus man schließen könnte, dass Mrs. Upward Eva Kane ist.
Aber Poirot passt das letzte Teil des Puzzles ein, als er endlich in Maureen Summerhayes Haus das Bild findet, das Mrs. McGinty gesehen hatte. Es ist ein Bild von Eva Kane mit der Aufschrift „meine Mutter“ auf der Rückseite. Poirot versammelt die Verdächtigen, um ihnen den Mörder zu präsentieren: Robin Upward, Mrs. Upwards Adoptivsohn.
Robin ist Eva Kanes Sohn. Der Artikel mit den Fotos der Mörderinnen wurde veröffentlicht, bevor Eva Kanes Kind geboren wurde, und die Journalistin hatte es nur eine „Tochter“ genannt, um den Artikel reißerischer zu gestalten. In Wirklichkeit brachte Eva Kane aber später einen Jungen auf die Welt. Mrs. Upward war die wahre Identität von Robins leiblicher Mutter unbekannt. Dieser hatte aber gewusst, dass Mrs. Upward ihn wegen eines derartigen Skandals sofort verstoßen würde. Mrs. McGinty sah das Bild von Eva Kane bei ihrer Arbeit im Haus der Upwards und dachte, dass es Mrs. Upward als junges Mädchen zeigt, und versuchte Robin mit diesem Wissen zu erpressen. Robin tötete sie, um zu verhindern, dass sie irgendjemandem – insbesondere seiner Adoptivmutter – davon erzählt. Als Poirot die Fotos der vier Mörderinnen Mrs. Upward zeigte, und sie das Foto von Eva Kane wiedererkannte, tötete Robin auch sie.

## Personen
- Hercule Poirot, der berühmte belgische Detektiv
- Ariadne Oliver, eine berühmte Kriminalschriftstellerin
- Superintendent Spence, der ermittelnde Beamte
- James Bentley, Mrs. McGintys Untermieter
- Mr. Scuttle, ein Immobilienmakler
- Maude Williams, eine Sekretärin bei Breather & Scuttle
- Maureen Summerhayes, Wirtin des Gasthauses „Long Meadows“
- Major Johnnie Summerhayes, ihr Mann
- Guy Carpenter, ein Kandidat für das Parlament
- Eve Carpenter, seine Frau
- Robin Upward, ein junger Dramatiker
- Mrs. Upward, Robins Adoptivmutter
- Dr. Rendell, ein Arzt
- Shelagh Rendell, seine Frau
- Mr. Wetherby
- Mrs. Wetherby
- Deirdre Henderson, Mrs. Wetherbys Tochter
- Mrs. Sweetiman, die örtliche Postbeamtin
- Edna, Mrs. Sweetimans Assistentin
- Mrs. Burch, Mrs. McGintys Nichte
- Joe Burch, ihr Ehemann

## Verfilmungen
Der Roman wurde 1964 von MGM unter dem Titel Vier Frauen und ein Mord adaptiert. Dafür wurde die Rolle des Hercule Poirot durch Miss Marple, die andere berühmte Detektivin von Christie, ersetzt.
Für die Fernsehserie Agatha Christie’s Poirot wurde der Roman 2008 mit David Suchet als Poirot unter dem Titel Mrs. McGinty ist tot verfilmt.
Für die französische Serie Agatha Christie’s Mörderische Spiele wurde das Buch 2015 als Vorlage für die 10. Folge der zweiten Staffel verwendet.

## Wichtige Ausgaben
- 1952 Dodd Mead and Company (New York), Februar 1952
- 1952 Collins Crime Club (London), 3. März 1952
- 1956 deutsche Erstausgabe im Scherz Verlag (Bern) in der Übersetzung von George S. Martin[3]

## Hörbücher
Vier Frauen und ein Mord. Gelesen von Oliver Kalkofe. Gekürzte Lesung auf 3 CDs. Der Hörverlag, München 2012. ISBN 978-3-86717-835-8.